# Caso McCulloch v. Maryland

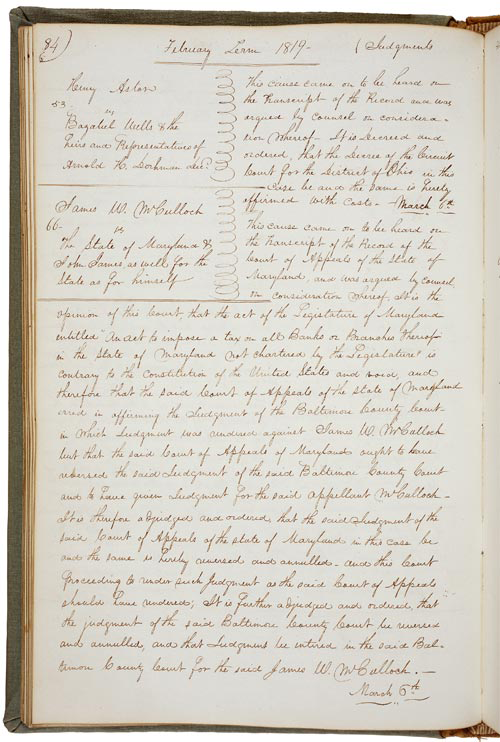
O texto da decisão do processo McCulloch vs Maryland, proferida 6 de Março de 1819, conforme registrado na ata da Suprema Corte dos Estados Unidos, em que o tribunal determinava que a estados diferentes não poderiam interferir no governo federal

McCulloch v. Maryland, foi uma decisão da Suprema Corte dos Estados Unidos. O estado de Maryland tentou impedir o funcionamento de uma filial do Segundo Banco dos Estados Unidos, através da imposição de um imposto sobre todas as notas dos bancos não fundados em Maryland. O Segundo Banco dos Estados Unidos era o único banco então presente no estado que não tinha sido fundado neste. Foi reconhecido na decisão do tribunal que o estado havia direcionado especificamente o Banco dos Estados Unidos. O Tribunal invocou a Teoria dos Poderes Implícitos da Constituição, que permitiu ao governo Federal que aprovasse leis que não sejam expressamente previstos na Constituição, de uma lista de poderes expressos, desde que essas leis sejam úteis em prol de poderes do Congresso, nos termos da Constituição.
Esse é um julgamento dos mais importantes em matéria tributária no mundo, já que o Chief Justice JOHN MARSHALL da Suprema Corte Americana, ao julgar esse caso estabeleceu que 'o poder de tributar não pode chegar à desmedida do poder de destruir' e lançou bases para os princípios da imunidade recíproca tributária, limitações ao poder de tributar e proibição do efeito confisco. https://www.conjur.com.br/2013-mar-27/consultor-tributario-tributo-respeitar-valores-constitucionais
O caso citado é um marco na história mundial, pois marcou o início da teoria dos poderes implícitos, sendo um marco da expressão das competências da união frente seus estados-membros.[carece de fontes?] 
O principal autor que descreve o caso no Brasil é o Dr. Alvaro Ricardo de Souza Cruz.[carece de fontes?]